# Roue de Savart

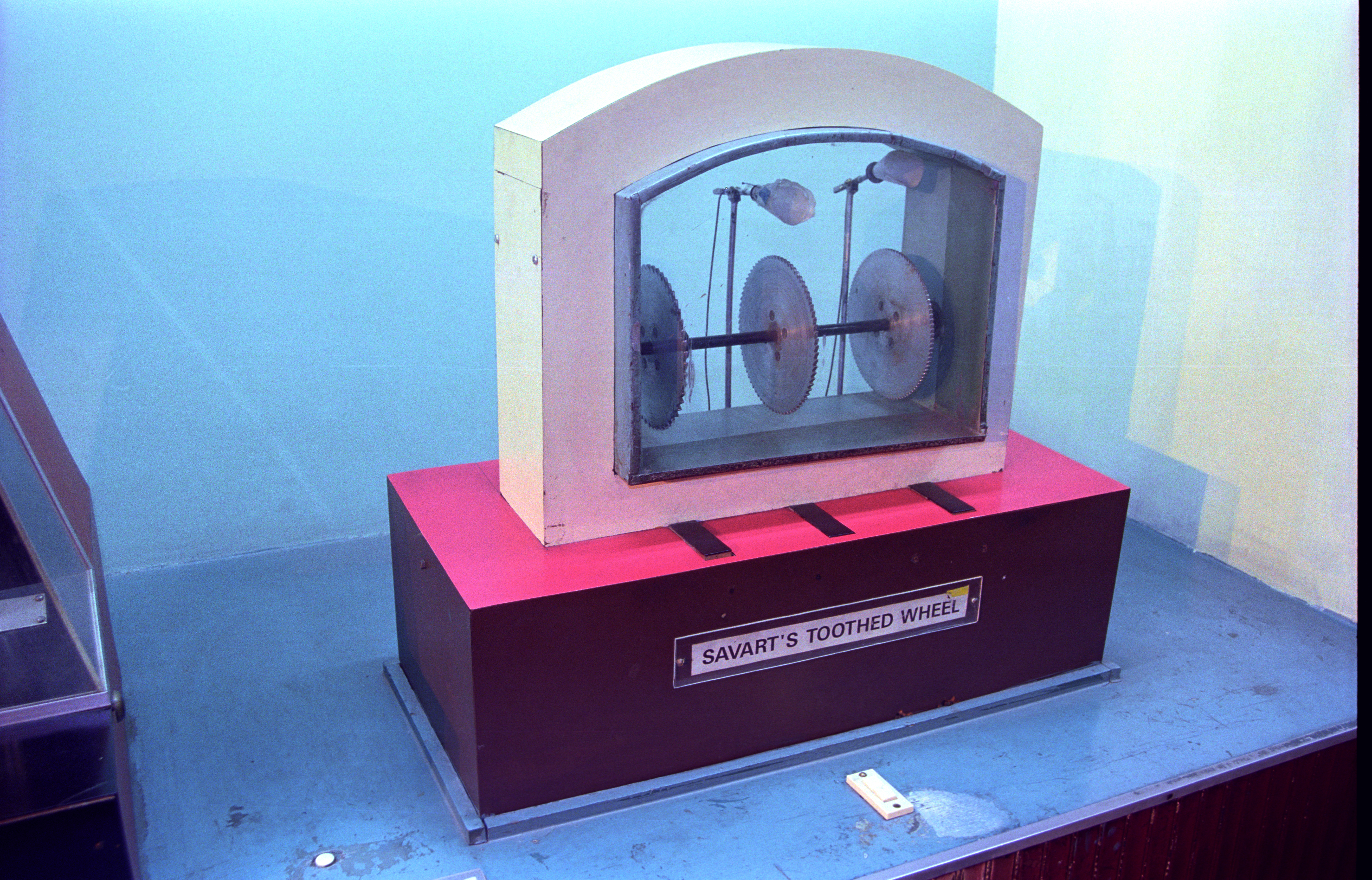
Une roue de Savart (exposée au Birla Industrial & Technological Museum, Kolkata, Inde, en 2000).

La roue de Savart est un dispositif acoustique nommé d'après le physicien français Félix Savart (1791-1841), qui pour les anglo-saxons a été originellement conçue et développée par le scientifique anglais Robert Hooke (1635-1703).
Une carte tenue sur le bord d'une roue dentée en rotation produira un son dont la hauteur varie en fonction de la vitesse de la roue. Un mécanisme de ce type, fabriqué à l'aide de roues en laiton, a permis à Hooke de produire des ondes sonores d'une fréquence connue et de démontrer à la Royal Society en 1681 la relation entre la hauteur et la fréquence. Dans la pratique, le dispositif de Hooke a rapidement été supplanté par l'invention du diapason.
Environ un siècle et demi après les travaux de Hooke, le mécanisme a été repris par Savart pour ses recherches sur l'étendue de l'ouïe humaine. Dans les années 1830, Savart a pu construire de grandes roues en laiton finement dentées produisant des fréquences allant jusqu'à 24 kHz, qui semblent avoir été les premiers générateurs artificiels d'ultrasons au monde. À la fin du XIXe siècle, les roues de Savart ont également été utilisées dans le cadre d'études physiologiques et psychologiques sur la perception du temps.
De nos jours, les roues de Savart sont couramment présentées dans les cours de physique, parfois actionnées et sonorisées par un tuyau d'air (à la place du mécanisme de la carte).

## Description
Le dispositif de base consiste en une roue à rochet avec un grand nombre de dents uniformément espacées. Lorsque la roue est tournée lentement alors que le bord d'une carte est maintenu contre les dents, une succession de clics distincts peut être entendue. Lorsque la roue est tournée rapidement, elle produit un son strident, tandis que si on la laisse tourner plus lentement, le son diminue progressivement. La fréquence du son étant directement proportionnelle à la vitesse à laquelle les dents frappent la carte, une roue Savart peut être calibrée pour fournir une mesure absolue de la hauteur du son. Plusieurs roues de différentes tailles, portant différents nombres de dents, peuvent également être attachées afin de permettre à plusieurs hauteurs (ou accord) d'être produites alors que l'axe est tourné à une vitesse constante.

## La roue de Hooke
Hooke commença à travailler sur sa roue en mars 1676, en collaboration avec le célèbre horloger Thomas Tompion, à la suite de conversations avec le théoricien de la musique William Holder. Il s'intéressait depuis longtemps aux vibrations musicales et, dix ans plus tôt, en 1666, il s'était même vanté auprès de Samuel Pepys de pouvoir déterminer le rythme de battement des ailes d'une mouche à partir du son qu'elles produisaient,. En juillet 1681, il démontra à la Royal Society son nouveau dispositif pour produire des sons musicaux distincts en frappant les dents de roues en laiton tournant rapidement,. De cette manière, il a pu générer pour la première fois des ondes sonores de fréquence connue et ainsi fournir une démonstration empirique de la correspondance entre la perception humaine de la hauteur d'une note et l'onde mécanique produisant une fréquence sonore,. En outre, en plaçant différentes roues les unes à côté des autres sur le même axe, il a pu vérifier les rapports de fréquence pour les intervalles musicaux, tels que les quintes parfaites et les quartes justes, etc. ,.
Hooke a publié ses conclusions en 1705. Bien qu'elle ait fourni une mesure objective de la hauteur, pour un usage quotidien, sa roue a été rapidement rendue inutile par l'invention en 1711 du diapason.

## La version de Savart

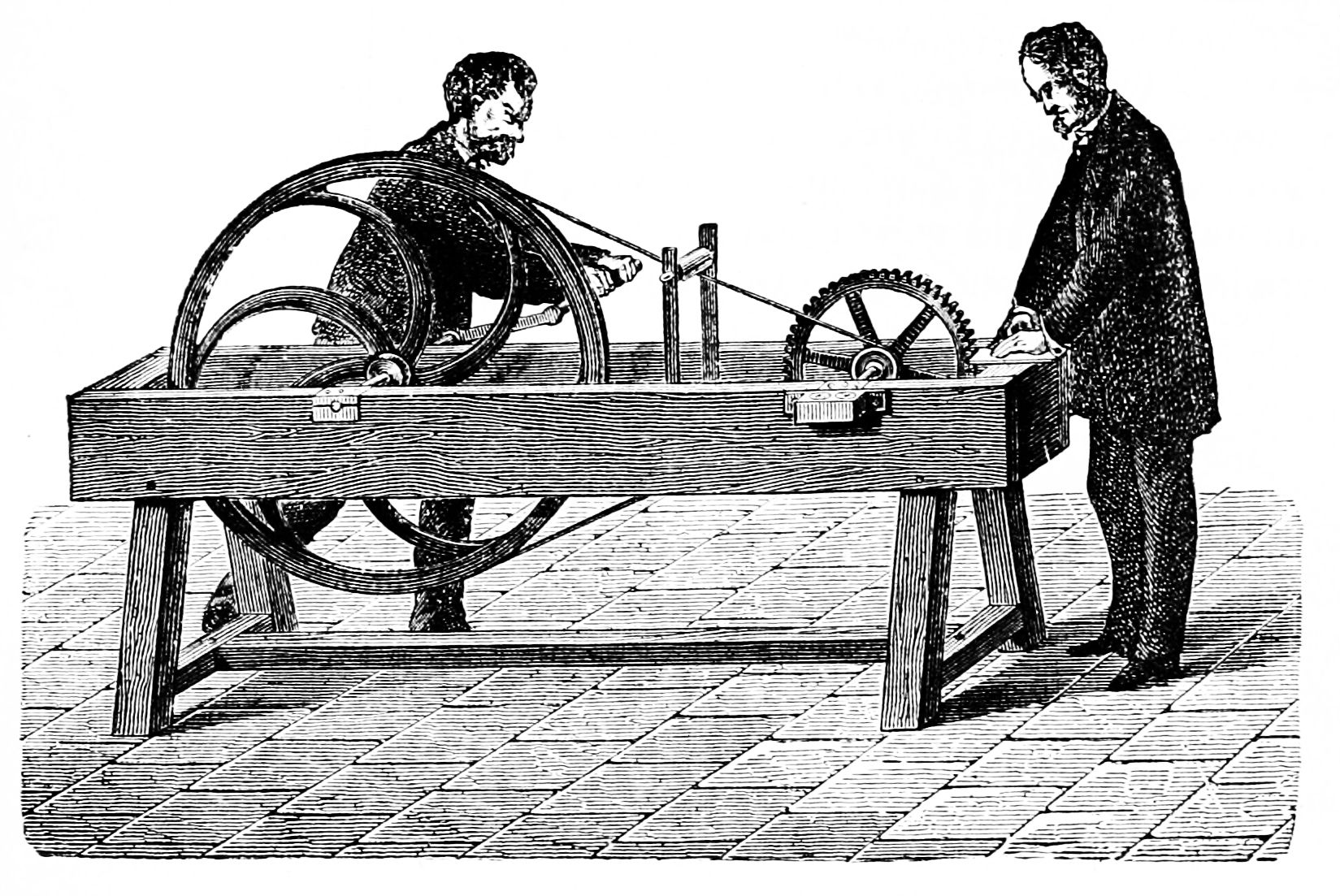
Une illustration d'une roue de Savart (tirée de The Popular Science Monthly, 1873).

Le dispositif de Hooke n'a pas été réutilisé à des fins d'étude pendant plus d'un siècle. Son utilisation suivante a été documentée en 1830 lorsque Savart a rapporté son utilisation d'un système similaire à celui de Hooke qu'il avait développé en étudiant le registre inférieur de l'ouïe humaine,. La contribution spécifique de Savart a été de fixer un tachymètre sur l'axe de la roue dentée pour faciliter l'étalonnage de la vitesse de rotation des dents. Savart a utilisé sa roue comme une alternative pratique à la sirène de John Robison, qui était également adoptée à l'époque par Charles Cagniard de Latour pour tester la portée de l'ouïe humaine. En 1834, Savart construisait des roues en laiton d'une largeur de 82 cm, contenant jusqu'à 720 dents. Ces roues, qui pouvaient produire des fréquences allant jusqu'à 24 kHz, ont été provisoirement proposées comme les premiers générateurs artificiels d'ultrasons.

## Utilisation dans les expériences sur la perception du temps
À la fin du XIXe siècle, la roue de Savart a été adaptée pour être utilisée dans des études physiologiques et psychologiques sur la perception du temps humaine. En 1873, le physiologiste autrichien Sigmund Exner a signalé la capacité auditive de distinguer des clics successifs de la roue (ou, alternativement, des étincelles électriques qui claquent rapidement) à des intervalles de temps aussi proches que 2 millisecondes (1/500 sec). Une roue modifiée produisant un nombre variable de clics à différents intervalles a été utilisée plus tard par les psychologues américains G. Stanley Hall et Joseph Jastrow, qui ont rapporté en 1886 les limites de la perception humaine des discontinuités acoustiques.

## Applications musicales et autres
En 1894, l'ingénieur électricien français Gustave Trouvé a breveté un instrument à clavier alimenté électriquement (ou par horlogerie) capable de jouer une série de 88 roues de Savart de tailles différentes à partir d'un clavier de piano, permettant des accords harmoniques et des nuances. Le même principe est utilisé dans les orgues électromécaniques modernes, tels que l'orgue Hammond, qui utilisent des roues phoniques.
Le concept a également été adapté pour produire un instrument de musique expérimental (en) créé par Bart Hopkin. Cette application de la roue de Savart consiste en une série de 30 disques en bois de taille croissante montés sur un axe motorisé. Des vibrations sont induites dans un plectre lorsqu'il entre en contact avec les crêtes qui bordent chaque disque à intervalles réguliers, et sont amplifiées dans une coupelle en styrofoam qui fait office de caisse de résonance. L'instrument est censé produire "le son le plus obtus, le plus odieux et le plus irritant jamais connu".
De nos jours, les roues de Savart sont couramment utilisées pour des démonstrations pendant les cours de physique. Dans une variante, la roue peut être entraînée par un tuyau d'air soufflant sur les dents ; dans ce cas, la hauteur du son produit variera avec la force du courant d'air.